# Giovanni Ravasi
Giovanni Ravasi (Faenza, 2 giugno 1911 – Faenza, 9 maggio 1965) è stato un calciatore e allenatore di calcio italiano.

## Palmarès

### Giocatore

#### Competizioni nazionali
- Serie B: 1

Atalanta: 1939-1940
- Serie C: 1

Forlì: 1942-1943

### Allenatore

#### Competizioni regionali
- Prima Divisione: 1

Faenza: 1942-1943